# Neuroza
Neuroza  ili neurotski poremećaj blaži je psihički poremećaj praćen smetnjama u pogledu emocija, ponašanja, mišljenja i tjelesnih simptoma. 
Nastaje kao nutarnji psihički konflikt suprotnih sila. Najčešće jedan impuls ili tendencija dolazi iz intrapsihičkog, dok mu se druga sila suprotstavlja iz vanjskog svijeta. Kod ovih poremećaja obično je moguće utvrditi početak bolesti. U većini slučajeva radna sposobnost je očuvana, osim kod nekih oblika kao što je, na primjer, agorafobija, vezana uz kretanje i izlazak iz kuće. Međutim, radna produktivnost i kreativnost ne funkcioniraju na optimalnoj razini. Bolest nema utjecaja na cjelokupnu osobnost u smislu otuđenja od stvarnosti, ali je ipak osobni, profesionalni i društveni život ovih osoba u određenoj mjeri osiromašen. Danas se pod neurotskim poremećajima podrazumijevaju bolesti u kojima je anksioznost gotovo trajna pojava, a javlja se kao posljedica psihodinamskih čimbenika.
Specifično je za neurotske poremećaje da su psihogeni, pa se neuroze nazivaju i psihoneuroze i neurotski poremećaji. Neurozu karakteriziraju: napadaji tjeskobe, određeni oblici depresije, hipohondrija, histerične reakcije, opsesivno-kompulzivni poremećaji, fobije, razne seksualne disfunkcije i neki tikovi. Tradicionalno se uzrokom neuroze smatra emocionalni sukob u kojem se blokirani impuls pokušava manifestirati kao maskirani odgovor ili simptom. Psiholozi ponašanja smatraju ih naučenim, neprikladnim odgovorom na stres.
Sigmund Freud također je istaknuo da osnova neuroze leži u neriješenom Edipovu kompleksu. Vjerovao je da ako kastracijska tjeskoba nije pravilno kontrolirana i ako se Edipov kompleks kao rezultat toga ne riješi, može dovesti do neurotične strukture. Ali također moramo imati na umu da se neriješeni sukobi iz ranijih, prededipalnih faza razvoja mogu uvesti u Edipov kompleks i zakomplicirati njegovu evoluciju i razrješenje.
Programi koji se temelje na smanjenju stresa temeljenom na svjesnosti korisni su u upravljanju neurozom. Korištenje lijekova za ublažavanje posljedica stresa ima određeni napredak. Alfa-1 blokator Prazosin, koji kontrolira odgovor simpatikusa, može se davati pacijentima kako bi im pomogao da se opuste i omogući bolji san.